# Programme de Hamilton
 (septembre 2022).
La mise en forme du texte ne suit pas les recommandations de Wikipédia : il faut le « wikifier ».
Les points d'amélioration suivants sont les cas les plus fréquents. Le détail des points à revoir est peut-être précisé sur la page de discussion.
- Les titres sont pré-formatés par le logiciel. Ils ne sont ni en capitales, ni en gras.
- Le texte ne doit pas être écrit en capitales (les noms de famille non plus), ni en gras, ni en italique, ni en « petit »…
- Le gras n'est utilisé que pour surligner le titre de l'article dans l'introduction, une seule fois.
- L'italique est rarement utilisé : mots en langue étrangère, titres d'œuvres, noms de bateaux, etc.
- Les citations ne sont pas en italique mais en corps de texte normal. Elles sont entourées par des guillemets français : « et ».
- Les listes à puces sont à éviter, des paragraphes rédigés étant largement préférés. Les tableaux sont à réserver à la présentation de données structurées (résultats, etc.).
- Les appels de note de bas de page (petits chiffres en exposant, introduits par l'outil «  Source ») sont à placer entre la fin de phrase et le point final[comme ça].
- Les liens internes (vers d'autres articles de Wikipédia) sont à choisir avec parcimonie. Créez des liens vers des articles approfondissant le sujet. Les termes génériques sans rapport avec le sujet sont à éviter, ainsi que les répétitions de liens vers un même terme.
- Les liens externes sont à placer uniquement dans une section « Liens externes », à la fin de l'article. Ces liens sont à choisir avec parcimonie suivant les règles définies. Si un lien sert de source à l'article, son insertion dans le texte est à faire par les notes de bas de page.
- La présentation des références doit suivre les conventions bibliographiques. Il est recommandé d'utiliser les modèles {{Ouvrage}}, {{Chapitre}}, {{Article}}, {{Lien web}} et/ou {{Bibliographie}}. Le mode d'édition visuel peut mettre en forme automatiquement les références.
- Insérer une infobox (cadre d'informations à droite) n'est pas obligatoire pour parachever la mise en page.

Pour une aide détaillée, merci de consulter Aide:Wikification.
Si vous pensez que ces points ont été résolus, vous pouvez retirer ce bandeau et améliorer la mise en forme d'un autre article.
 (septembre 2022).
Si vous disposez d'ouvrages ou d'articles de référence ou si vous connaissez des sites web de qualité traitant du thème abordé ici, merci de compléter l'article en donnant les références utiles à sa vérifiabilité et en les liant à la section « Notes et références ».
Le programme de Hamilton est un « plan d'attaque », proposé par Richard S. Hamilton, de certains problèmes en topologie des variétés, notamment la célèbre conjecture de Poincaré.
Cet article tente de décrire les raisons d'être de ce programme sans entrer dans les détails.

## Idée naïve
Dans son article fondateur de 1982, Three-manifolds with positive Ricci curvature, Richard S. Hamilton introduit le flot de Ricci nommé d'après le mathématicien Gregorio Ricci-Curbastro. Celui-ci est une équation aux dérivées partielles portant sur le tenseur métrique d'une variété riemannienne. On part d'une métrique {\displaystyle g_{0}}, que l'on fait évoluer par :
{\displaystyle \partial _{t}g_{t}=-2\mathrm {Ric} (g_{t}),}
où {\displaystyle \mathrm {Ric} } est la courbure de Ricci de la métrique.
On peut vérifier que les variétés à courbure constante, c'est-à-dire celles munies d'une métrique d'Einstein, sont des solitons ou des points fixes généralisés du flot : le flot de Ricci n'agit sur eux que par une dilatation.
On peut alors penser (et les premiers résultats d'Hamilton sur les variétés de dimension 3, ainsi que sur les courbes et surfaces confirment cette impression) que, de même que l'équation de la chaleur a tendance à homogénéiser une distribution de température, le flot de Ricci va « tendre » à homogénéiser la courbure de la variété.
Pour attaquer certains problèmes de topologie, Hamilton pense donc à prendre une variété, la munir d'une métrique riemannienne, laisser agir le flot et espérer récupérer une variété munie d'une métrique à courbure constante. Par exemple, si on part d'une variété simplement connexe, et qu'on récupère ainsi une variété simplement connexe de courbure constante strictement positive, on saura que la variété n'est autre que la sphère.
Nuançons ce propos : même dans la version la plus naïve de son programme, Richard Hamilton n'a jamais pensé obtenir facilement des résultats de topologie. On peut fort bien imaginer que le flot s'arrête en un temps fini, parce que la courbure de la variété explose, soit globalement, soit localement. L'idée serait alors de comprendre et de classer de telles « singularités », et de réussir, à l'aide de découpages, à obtenir plusieurs variétés sur lesquelles on pourrait relancer le flot. L'espoir est qu’in fine, on arrive, après un nombre fini de découpages, à des morceaux à courbure constante. On obtiendrait ainsi, « à la limite », si tout se passe bien, des morceaux de variétés dont on pourrait connaître certaines propriétés topologiques. Notre variété de départ serait donc obtenue en « recollant » ces morceaux sympathiques, ce qui ouvre une voie d'accès à des conjectures de topologie notoires, comme la conjecture de Thurston.

## Existence en temps petit
Comme toute équation aux dérivées partielles, l'équation du flot de Ricci ne vérifie pas a priori de principes d'existence et d'unicité qui soit comparable au théorème de Cauchy-Lipschitz pour les équations différentielles. Le premier travail d'Hamilton a été de prouver que ce flot existe en temps petit.
Osons une comparaison. On sait que pour l'équation de la chaleur, il existe une unique solution en tout temps, et qu'elle est infiniment dérivable. Or, par certains côtés (la parabolicité), le flot de Ricci ressemble à l'équation de la chaleur. Les équations paraboliques possèdent une théorie générale développée, qui assure l'existence en temps petit de solutions. Cependant, l'équation du flot de Ricci est « faiblement parabolique » : l'existence et l'unicité en temps petit ne sont donc pas garanties par un résultat général.
Un des premiers résultats de Hamilton, et de loin le plus fondamental dans l'étude du flot, est donc de prouver ce résultat : il y parvient dans l'article déjà cité, en se basant sur le théorème d'inversion de Nash-Moser. Également, de Turck parvient au même résultat dans son article Deforming metrics in the direction of their Ricci tensors de 1983, paru dans le Journal of Differential Geometry, en se ramenant astucieusement à la théorie générale des équations strictement paraboliques.

## Principes du maximum
Un des outils analytiques principaux de l'étude du flot de Ricci est l'ensemble des principes du maximum. Ceux-ci permettent de contrôler certaines quantités géométriques (principalement mais pas uniquement les courbures) en fonction de leurs valeurs au départ du flot. Énonçons le plus simple d'entre eux : le principe du maximum scalaire.
Soit {\displaystyle (M,g)} une variété riemannienne et {\displaystyle (g_{t})_{t}} une famille de métriques solutions du flot de Ricci sur l'intervalle {\displaystyle [0,t_{0}]} et {\displaystyle u:M\times [0,t_{0}]\to \mathbb {R} } une fonction infiniment dérivable vérifiant : {\displaystyle \partial _{t}u(\cdot ,t)-\triangle _{g_{t}}u(\cdot ,t)\geq 0}. Alors, pour tout {\displaystyle t\in [0,t_{0}]}, {\displaystyle u(\cdot ,t)\geq \min _{x\in M}u(x,0)}.
Il existe des versions plus compliquées de ce principe : on peut en effet vouloir une hypothèse moins contraignante sur l'équation que vérifie {\displaystyle u}, ou vouloir l'appliquer à des tenseurs plutôt qu'à des fonctions scalaires, mais l'idée est là : avec une équation aux dérivées partielles sur {\displaystyle u}, on déduit un contrôle dans le temps à partir d'un contrôle à l'origine.
Ces résultats justifient que l'on cherche à déterminer quelles équations vérifient les grandeurs géométriques associées à une métrique, comme la courbure. C'est ainsi que de l'équation vérifiée par la courbure scalaire {\displaystyle R} :
{\displaystyle \partial _{t}R_{g_{t}}=\triangle _{g_{t}}R_{g_{t}}+2|{\textrm {Ric}}_{g_{t}}|_{g_{t}}^{2},}
on peut déduire que sous le flot de Ricci, le minimum de la courbure scalaire croît.
Une version particulièrement forte de principe du maximum, le théorème de pincement de Hamilton et Ivey, valable uniquement en dimension trois, affirme que sous le flot de Ricci, les courbures sectionnelles restent contrôlées par la courbure scalaire. Ce théorème est fondamental dans l'étude du flot de Ricci, et son absence en dimension supérieure est une des causes de la rareté des résultats.

## Le programme aujourd'hui
En trois articles retentissants (The entropy formula for the Ricci flow and its geometric applications, Ricci flow with surgery on three-manifolds et Finite extinction time for the solutions to the Ricci flow on certain three-manifolds), le mathématicien russe Grigori Perelman a exposé de nouvelles idées pour achever le programme de Hamilton. Perelman n'a soumis aucun de ces articles à une revue mathématique[réf. souhaitée] et ils sont disponibles sur le site web de diffusion de prépublications arXiv. Dans ces articles, il prétend classer toutes les singularités (les {\displaystyle \kappa }-solutions) et les faire traverser par le flot. Il affirme qu'ils constituent une preuve de la conjecture de Thurston et donc de celle de Poincaré.
N'ayant été soumis à aucune revue, ces articles n'ont d'autre raison d'être lus que leur extraordinaire portée. Leur extrême difficulté et technicité fait que leur lecture est affaire d'années de travail à temps plein pour des mathématiciens renommés. Depuis le congrès international des mathématiciens de 2006, et même si l'ICM ne cite pas explicitement la conjecture de Poincaré dans sa présentation de Perelman, l'idée que le programme de Hamilton est bel et bien achevé est de plus en plus répandue dans la communauté mathématique.
En 2010, l'institut Clay a décerné officiellement à Perelman l'un des prix du millénaire pour sa démonstration de la conjecture de Poincaré, confirmant les considérations ci-dessus.